# Sestup do pekel
Sestup do pekel (v originále Descente aux enfers) je francouzský hraný film z roku 1986, který režíroval Francis Girod jako filmovou adaptaci románu Davida Goodise The Wounded and the Slain (1955). Snímek měl světovou premiéru dne 5. listopadu 1986.

## Děj
Pár, který tvoří bývalý spisovatel po padesátce, jenž propadl alkoholismu, a krásná mladá žena o třicet let mladší než on, se potýká s problémy. Jejich vztah se upevní po dramatické události, která se stala během jejich pobytu na Haiti.

## Obsazení
| Claude Brasseur    | Alan                  |
| Sophie Marceau     | Lola                  |
| Betsy Blair        | paní Burns            |
| Hippolyte Girardot | Philippe Devignat     |
| Gérard Rinaldi     | Elvis, ředitel hotelu |
| Marie Duboisová    | Lucette Beulemans     |
| Sidiki Bakaba      | Théophile Bijou       |